# Obediència deguda
L'obediència deguda (també anomenada obediència jeràrquica, compliment de mandats antijurídics o compliment d'ordres antijurídiques), en dret penal, és una situació que eximeix de responsabilitat penal per delictes comesos en el compliment d'una ordre impartida per un superior jeràrquic; el subordinat, autor material dels fets, es beneficia d'aquesta eximent, i deixa subsistent la sanció penal del seu superior.
Habitualment es relaciona amb l'activitat castrense, a causa de la subordinació que els membres d'una jerarquia militar han de rendir als seus superiors en les accions relatives al servei prestat. No obstant això, es pot presentar en altres activitats de dret públic, com l'administració.

## Denominació
Per referir-se a aquesta eximent, la major part de la doctrina penal utilitza l'expressió d'obediència deguda; no obstant això, diversos autors han criticat aquesta denominació, amb l'argument que aquesta implicaria que l'ordenament jurídic pot establir un "deure d'acatament absolut", encara en cas d'ordres que suposen la realització de fets delictius. Segons ells, aquesta situació resultaria il·lògica i contradictòria, ja que és un principi universalment acceptat del Dret que el que està ordenat no pot estar al mateix temps prohibit i viceversa.
Per això, aquests autors prefereixen designar a aquesta eximent com a compliment de mandats antijurídics.

### Classes d'obediència
D'acord amb la forma en què l'obediència deguda és present a la llei, és classificable en:
- Obediència absoluta: en virtut d'aquesta, el subordinat està obligat a complir les ordres lícites i il·lícites (antijurídiques) que li ha impartit el seu superior jeràrquic. Se subclassifica en
  - Obediència reflexiva: aquella que el subordinat posseeix la facultat de suspendre l'execució de l'ordre i representar la seva il·licitud al superior jeràrquic, però en cas que ell insisteixi en la seva realització, ha de complir sense més.
  - Obediència cega: aquella que el subordinat no té la facultat de suspendre i representar l'ordre.
- Obediència relativa: en virtut d'aquesta, el subordinat està obligat a complir només les ordres lícites que li ha impartit el seu superior jeràrquic.

Pel fet que l'obediència absoluta cega no es troba inclosa en pràcticament cap legislació del món i l'obediència relativa suposa casos que queden al marge del Dret penal (perquè són ordres lícites), l'obediència deguda (com a eximent) és una situació que es planteja davant de casos d'obediència absoluta reflexiva.

## Naturalesa jurídica
La naturalesa jurídica de l'obediència deguda és un dels temes més debatuts per la  doctrina. No obstant això, en general, l'efecte és similar: se sanciona penalment al superior que va donar l'ordre i s'eximeix al subordinat. Dins de les posicions defensades es troben les següents:

### Causa de justificació
L'obediència deguda seria una causa de justificació i, per tant, exclouria l'antijuridicitat de les conductes realitzades sota ella. Aquesta ha estat històricament la posició tradicional, encara que actualment es troba abandonada pels autors, salvo per uns pocs (com JM Rodríguez Devesa i JJ Queralt). En alguns casos se la tracta com una figura específica del compliment del deure (justificant) i en altres s'intenta delimitar d'aquesta última.
Expressament se la contempla coma causa de justificació en el Codi Penal de Bolívia, Colòmbia, Costa Rica, Nicaragua, El Salvador i Itàlia - si l'ordre no és manifestament criminal. En el Codi Penal espanyol, es recull com a eximent de la responsabilitat criminal en l'article 20 nº 7 que expressa el següent: "Estan exempts de responsabilitat criminal: El qui actuï en compliment d'un deure o en l'exercici legítim d'un dret, ofici o càrrec". També pot ser un atenuant segons larticle 21 nº 1 quan no es compleixin tots els requisits per eximir totalment de responsabilitat criminal al subjecte actiu.
Aquesta posició ha estat discutida doctrinalment pels juristes penals, entre altres raons:
- Perquè no és capaç d'explicar per què s'exclou el càstig del subordinat mantenint la del superior que va donar l'ordre, o sigui, perquè s'afirma que -la mateixa acció- està prohibida per a un i permesa -justificada- per a l'altre;
- Perquè aquesta opció priva la víctima d'emprar la legítima defensa en contra de l'acte del subordinat, ja que aquesta és aplicable només enfront de conductes prohibides, i
- Perquè provocaria la impunitat dels col·laboradors (còmplices i encobridors), ja que no existeix participació criminal en cas d'actes justificats.

### Causal d'absència d'acció
L'obediència deguda seria una causal d'absència d'acció, ja que el subordinat no executaria una acció en executar l'ordre, sinó que només seria un instrument del superior. Per aquesta raó aquest últim podria ser sancionat com a autor (mediat) i la víctima podria defensar-se legítimament de l'atac. És una posició poc difosa, que aparentment supera les objeccions de l'anterior.
No obstant això, no ha estat recolzada per la majoria dels autors, en ser considerada irreal. No seria correcte considerar que el subordinat es troba sotmès al superior com un mer instrument de la seva voluntat, ja que, si bé la voluntat del subordinat podria generar-se de manera defectuosa, no n'està mancat i, per tant, si estaria actuant.

### Causal d'error
L'obediència deguda es tractaria d'un supòsit d'error (i tractada a la teoria de l'error), ja que el subordinat executaria l'ordre sota la creença que obra lícitament -conforme a Dret -. Per això aquesta posició ha elaborat una teoria de l'aparença, que assenyala que les ordres impartides al subordinat estarien, en part, emparades per una presumpció de legitimitat (o legalitat), per la qual cosa aquest no requeriria conèixer que aquestes són lícites. N'hi hauria prou que, en aparença no infringissin obertament o manifesta la llei. És una posició que gaudeix d'important prestigi a Iberoamèrica.
Se la reconeixeria en aquest sentit en el Codi de Justícia Militar del Perú i al Codi Penal Militar i la Llei de Forces i Cossos de Seguretat d'Espanya.
S'ha criticat aquesta posició perquè estrenyeria els marges de la invencibilitat de l'error i, principalment, perquè els casos problemàtics d'obediència deguda no són aquells en què el subordinat s'equivoca sobre l'antijuridicitat d'allò ordenat, sinó que són aquells en que compleix l'ordre sent conscient de la seva il·licitud.

### Causal d'inexigibilitat
L'obediència deguda seria una causal d'inexigibilitat d'una altra conducta (o exculpació), ja que el compliment de l'ordre il·lícita per part del subordinat obeiria a circumstàncies especials que reduirien les habituals possibilitats d'autodeterminació (motivar-se en forma normal), producte de la tendència a acatar les ordres que reben dels seus superiors gairebé sense discussió, fins i tot quan excedeixen les seves facultats -producte d'una instrucció i un règim disciplinari rígid i sever-. Per això el Dret acceptaria raonablement que, quan el subordinat rep una ordre d'executar un fet constitutiu de delicte i la compleix, no seria total expressió de la seva voluntat. No obstant això, i en general, només l'eximiria de responsabilitat si ho ha fet davant la insistència del seu superior, o sigui, després d'una prèvia dissidència o representació de la seva il·licitud. Aquesta és la posició que compta actualment amb més adeptes.
Se la reconeixeria en aquest sentit en el Codi de Justícia Militar de Xile.
Una variant d'aquesta posició sosté que l'obediència deguda no és, per se, una causal d'exculpació, sinó que ha d'enquadrar en les (altres) causals: por insuperable (estat de pertorbació emocional insuperable davant l'amenaça d'un mal) o estat de necessitat exculpant (sacrifici d'un bé jurídic d'igual entitat que el salvat).

## Requisits
Determinar els requisits de l'obediència deguda és una tasca complexa, ja que diversos d'ells depenen de la naturalesa que se li atribueixi a aquesta. De totes maneres, de manera general, es poden assenyalar els següents:
- Relació de subordinació entre el que mana i el que obeeix: aquesta ha d'estar establerta per una norma jurídica de dret públic, com l'administració pública o les forces armades, excloent el sector privat (per exemple, les empreses privades).
- Ordre formal: el mandat ha de provenir d'un superior, és a dir, emanar de la relació jeràrquica, i complir les formalitats habituals.
- Ordre amb contingut delictiu: el mandat ha de referir-se a la realització d'una conducta típica i antijurídica (si és conforme a dret es configura un cas de compliment d'un deure).
- Subordinat no coaccionat: el subordinat ha de complir imperat per l'ordre, no coaccionat pel superior (en aquest cas es configura una situació eximent per actuar sota coacció).

## Crítiques
L'existència d'una causal genèrica d'obediència deguda ha estat seriosament criticada, perquè tendiria a la implantació d'un sistema de subjecció cega a les ordres dels superiors. En altres paraules, convidaria als subordinats a obeir sense majors inconvenients (sense considerar les conseqüències penals de les seves conductes). Per això s'ha aconsellat que només s'estableixi per a casos específics i delimitats.
No obstant això, un gran nombre d'autors advoca per la seva eliminació com a eximent, ja que l'origen d'aquest institut se situa en l'època en què el principi d'autoritat constituïa la base de convivència a la societat i en l'actualitat, després de la instauració de l'Estat de Dret, regeix el  principi de juridicitat  (o imperi de la llei), que implica que davant conflictes entre autoritat i legalitat sempre ha de prevaldre la legalitat. A més, afegeixen que els seus supòsits de fet es podrien resoldre adequadament mitjançant la teoria de l'error i les causals d'inexigibilitat d'una altra conducta (por insuperable i estat de necessitat exculpant).

## Exclusions
Fonamentalment fins a la Segona Guerra Mundial, l'obediència deguda es va reconèixer com a eximent sense més inconvenients. De fet, es va aplicar durant l'enjudiciament de fets produïts durant la Primera Guerra Mundial.
No obstant això, en afrontar el judici dels crims contra la humanitat comesos durant la Segona Guerra Mundial, els aliats es van adonar del risc que aquests actes quedessin en la impunitat, que es diluís la responsabilitat dins de la jerarquia nazi. Per això, amb la finalitat d'impedir aquest resultat, a l'Estatut del Tribunal Militar Internacional que va crear el Tribunal de Nuremberg es va establir que: «El fet que l'acusat hagi obrat segons instruccions del seu govern o d'un superior jeràrquic no l'eximirà de responsabilitat, però podrà ser determinant de disminució de la pena si el Tribunal ho estima just ».
A partir d'aquest important precedent, en el Dret internacional no es reconeix l'obediència deguda com a eximient de responsabilitat penal. Així, per exemple, la Declaració sobre la Protecció de Totes les Persones contra la Tortura i Altres Tractes o Penes Cruels, Inhumans o Degradants de l'ONU (article 5è), de 9 de desembre de 1975, el Codi de conducta dels funcionaris encarregats de fer complir la llei de l'ONU (article 5è), de 17 de desembre de 1979, la Convenció contra la tortura i altres tractes o penes cruels, inhumans o degradants (article 2.3, "No pot invocar-se una ordre d'un funcionari superior o d'una autoritat pública com a justificació de la tortura"), de 10 de desembre de 1984 i la  Convenció Interamericana per prevenir i sancionar la tortura (article 4t, "El fet d'haver actuat sota ordres superiors no eximeix de la responsabilitat penal corresponent"), de 9 de desembre de 1985.
Els ordenaments nacionals també s'han fet ressò d'aquesta tendència. Per exemple, els codis penals d'Alemanya i Suïssa no consideren com a eximent l'obediència deguda, i els d'Àustria, Txecoslovàquia, Noruega, Dinamarca i Rússia només la consideren una circumstància que redueix la pena aplicable en concret (circumstància atenuant). A Veneçuela, la Constitució nacional de 1999 estableix en el seu article 25 que «tot acte dictat en exercici del Poder Públic que violi o menyscabi els drets garantits per aquesta Constitució i la Llei és nul i els funcionaris públics i funcionàries públiques que ho ordenin o executin incorren en responsabilitat penal, civil i administrativa, segons els casos, sense que els serveixin d'excusa ordres superiors».